# Pentti Viljanen
 Pentti Elias Viljanen, född 30 juli 1915 i Tammerfors, död 5 maj 1975 i Helsingfors, var en finländsk skådespelare.
Efter att ha studerat vid Kosti Elos skådespelarskola uppträdde Viljanen vid Tammerfors teater, Helsingfors stadsteater, Iloinen Teatteri, Punainen Mylly och teatern MTV. Under 1950-talet uppträdde Viljanen i militärfarser tillsammans med Reino Valkama. Viljanen filmdebuterade 1936 i Taistelu Heikkilän talosta. 1952 tilldelades Viljanen Jussistatyetten för sin medverkan i filmen Omena putoaa.

## Filmografi (urval)
- Kampen om Heikkilä gård (1936)
- Miehen kylkiluu (1937)
- Markan tähden (1938)
- Miehen tie (1940)
- Rantasuon raatajat (1942)
- Tuomari Martta (1943)
- Rakkauden risti (1945)
- En ole kreivitär (1945)
- Kohtalo johtaa meitä (1945)
- Ristikon varjossa (1945)
- Kirkastuva sävel (1946)
- Viikon tyttö (1946)
- Kalle Aaltosen morsian (1948)
- Pontevat pommaripojat (1949)
- Lännen lokarin veli (1952)
- Komppanian neropatit (1952)
- Muhoksen Mimmi (1952)
- Kaikkien naisten monni (1952)
- On lautalla pienoinen kahvila (1952)
- Omena putoaa (1952)
- Miljonäärimonni (1953)
- Lumikki ja 7 jätkää (1953)
- Varsovan laulu (1953)
- Kaksi hauskaa vekkulia (1953)
- Kovanaama (1954)
- Laivan kannella (1954)
- Putkinotko (1954)
- Laivaston monnit maissa (1954)
- Villi Pohjola (1955)
- Sankarialokas (1955)
- Helunan häämatka (1955)
- Silja – nuorena nukkunut (1956)
- Tyttö tuli taloon (1956)
- Vääpelin kauhu (1957)
- Herra sotaministeri (1957)
- Pekka ja Pätkä sammakkomiehinä (1957)
- Niskavuoren naiset (1958)
- Pekka ja Pätkä mestarimaalareina (1959)
- Pekka ja Pätkä neekereinä (1960)
- Opettajatar seikkailee (1960)
- Isaskar Keturin ihmeelliset seikkailut (1960)
- Molskis, sanoi Eemeli, molskis! (1960)
- Tyttö ja hattu (1961)
- Villin Pohjolan kulta (1963)
- Siunattu hulluus (1975)